# Peter Storey
Peter Edwin Storey (* 7. September 1945 in Farnham) ist ein ehemaliger englischer Fußballspieler.

## Leben und Karriere
Storey begann seine Karriere in der Jugendmannschaft des FC Arsenal. 1961 kam er zu den Gunners. Vier Jahre später gab der Innenverteidiger sein Debüt gegen Leicester City und wurde später Stammspieler in London. Als Stammspieler wurde er vom Verteidiger zum defensiven Mittelfeldspieler umgeschult. Mit dem FC Arsenal gewann er 1970 den UEFA-Cup, einmal die englische Meisterschaft und einmal den englischen Pokal. 1977 wechselte er für 10.000 £ zum FC Fulham. Nach nur einem Jahr beendete er seine aktive Karriere. International spielte er 19-mal für die englische Fußballnationalmannschaft. Sein Debüt gab er 1971 gegen Griechenland. Nach seinem Karriereende lebte er ein verrücktes Leben. Storey gründete ein Bordell und musste für diverse Verbrechen ins Gefängnis. Er verübte Banknotenfälschung, Autodiebstahl und verbreitete illegal pornografische Videos. Heute ist der ehemalige Profifußballer Taxi-Fahrer in London.

### Erfolge
- 1 × englischer Meister mit dem FC Arsenal: 1971
- 1 × englischer Pokalsieger mit dem FC Arsenal (1971)
- 1 × Messepokal-Sieger mit dem FC Arsenal: 1970